# 龍谷富山高等学校

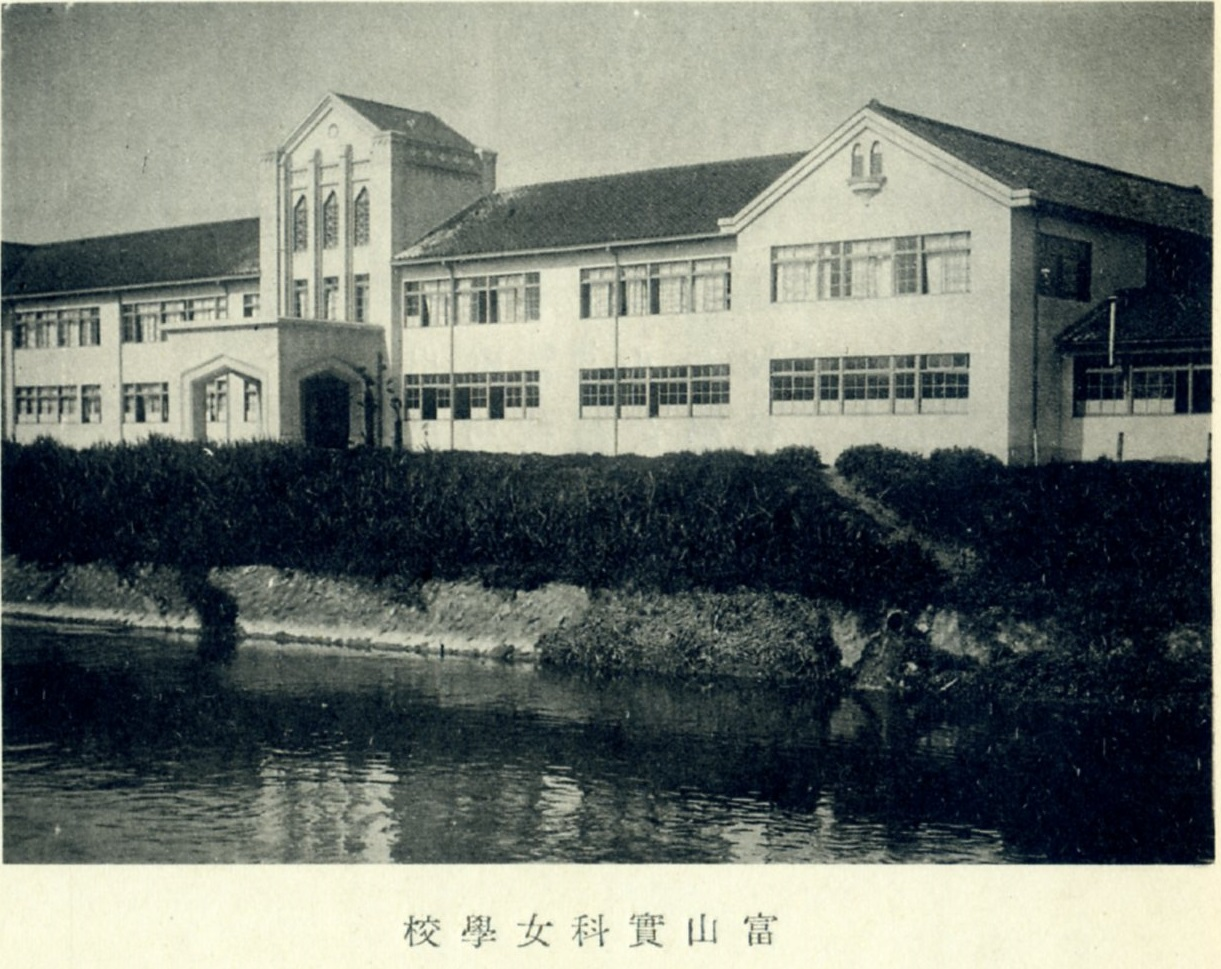
富山実科女学校（1936-1939）

龍谷富山高等学校（りゅうこくとやまこうとうがっこう、英: Ryukoku Toyama High School）は、富山県富山市赤江町にある私立高等学校。1936年（昭和11年）に浄土真宗本願寺派富山教区の寺院、門信徒の総意で開校。創立者は増田永修。学校法人藤園学園が運営。1998年（平成10年）度まで女子校であったが、1999年（平成11年）度から男子生徒を受け入れ、男女共学となった。
龍谷総合学園加盟校。

## 設置学科
- 普通科
  - 特別進学コース（2年次から文系、理系のコースに分かれる）
  - 進学・スポーツコース
  - 総合コース（2年次から下記の6コースに分かれる）
    - 進学コース
    - 音楽コース
    - 福祉コース
    - キャリアデザインコース
    - ビジネス情報コース
    - 生活文化コース

## 沿革
（沿革節の主要な出典は公式サイト）
- 1936年（昭和11年）11月 - 西本願寺大谷光照門主、ご結婚記念事業として開校。富山実科女学校と称す。初代校長に増田永修が就任。
- 1939年（昭和14年）4月 - 富山実科女学校を財団法人藤園高等女学校と改称。
- 1948年（昭和23年）4月 - 学制改革、藤園高等女学校を藤園女子高等学校と改称。藤園女子中学校を併設。
- 1950年（昭和25年）4月 - 大谷女子高等学校、大谷女子中学校を併合。藤園幼稚園を併設。
- 1951年（昭和26年）4月 - 財団法人を学校法人に切り替え、藤園女子学園と称す。藤園女子高等学校を富山女子高等学校に、藤園女子中学校を富山女子中学校に改称。
- 1967年（昭和42年）4月 - 富山女子中学校・高等学校を藤園女子中学校・高等学校と改称、藤園家政専門学校併設（1978年（昭和53年）3月まで）。
- 1970年（昭和45年）3月 - 藤園女子中学校閉校。
- 1979年（昭和54年）4月 - 藤園南幼稚園開園。
- 1993年（平成5年）4月 - 藤園女子学園藤園女子高等学校を藤園学園龍谷富山高等学校に改称[2]。
- 1995年（平成7年）4月 - 家政科・商業科募集停止、普通科のみとし、コース制を導入。
- 1999年（平成11年）4月 - 男女共学化。
- 2000年（平成12年）8月 - クラブハウス竣工。
- 2002年（平成14年）11月 - 柔剣道場竣工。
- 2007年（平成19年）7月 - 北館棟竣工（図書室・理科室・視聴覚室など）。
- 2014年（平成26年）11月 - グラウンド用地（旧雄峰高等学校跡地）購入・整備。
- 2017年（平成29年）4月 - 新コース制へ移行。
- 2021年（令和3年）3月 - 富山地方鉄道富山港線の電停「龍谷富山高校前」新設。
- 2022年（令和4年）4月 - 進学・スポーツコース開設。

## 部活動
- 運動部 - 陸上競技、バドミントン（男・女）、卓球、バスケットボール（男・女）、ソフトボール（女子）、水泳、バレーボール（女子）、アイスホッケー、剣道、駅伝、サッカー
- 文化部 - 宗育、華道、写真、家庭、書道、イラスト、箏曲、コーラス、ESS、茶道、吹奏楽、美術、ビジネス、文芸、放送演劇

## アクセス
- JR西日本・あいの風とやま鉄道線「富山駅」下車、北口より徒歩約8分
- 富山地方鉄道本線「電鉄富山駅」下車、徒歩約8分
- 富山地方鉄道富山港線「龍谷富山高校前駅」下車、徒歩約２分
- 富山地方鉄道富山軌道線「地鉄ビル前駅」下車、徒歩約5分

## 著名な出身者
- 松島朋子（陸上競技選手）
- 高松未（バレーボール選手）
- 大江光（スノーボード選手）
- 福野美恵子（卓球選手）
- 岸大誠（お笑い芸人）
- 澤知央（バスケットボール選手）
- 中山楓奈（スケートボード選手）